# Oberlahnkreis
Der Oberlahnkreis (bis 31. März 1886 Ober-Lahn-Kreis) bestand vom 1. Juli 1867 bis zum 30. Juni 1974, als der heutige Landkreis Limburg-Weilburg entstand. Sitz des Landratsamtes war in der mittelhessischen Stadt Weilburg.

## Geographie

### Lage
Der Oberlahnkreis lag zwischen den Mittelgebirgen Taunus und Westerwald in Mittelhessen. Dabei wurde ein großer Teil des Kreisgebietes vom Weilburger Lahntalgebiet eingenommen. Die namensgebende Lahn durchfloss den Landkreis von Nordosten nach Südwesten.

### Nachbarkreise
Der Landkreis grenzte vor seiner Auflösung im Juli 1974, im Norden beginnend im Uhrzeigersinn, an den Dillkreis, den Landkreis Wetzlar, den Hochtaunuskreis, den Landkreis Limburg (alle in Hessen) sowie an den Westerwaldkreis in Rheinland-Pfalz.

## Geschichte

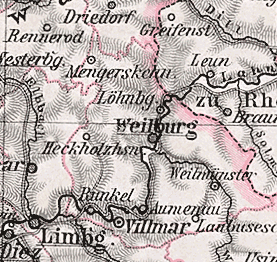
Der Oberlahnkreis auf einem Kartenausschnitt von 1905

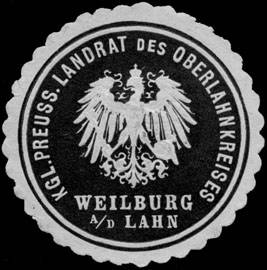
Siegelmarke Königlich Preussischer Landrat des Oberlahnkreises

Siedlungsspuren aus der mittleren Altsteinzeit (vor etwa 100.000 Jahren) bezeugen die heute zerstörten Steinkistenfunde von Niedertiefenbach und die zerstörte Wildscheuerhöhle bei Steeden. Das Kreisgebiet birgt in einigen Gemarkungen eine besondere Funddichte und jedes Fundstück dokumentiert die einstige Bedeutung der Region, des Niederlahngaus.
Die im fränkischen Reich hoch angesehene frühmittelalterliche gräfliche Adelsfamilie der Konradiner beherrschte den Lahnraum des Kreisgebietes. Für das Walpurgisstift in Weilburg liegt eine Urkunde vor, nach der Konrad I. dem Stift für das Seelenheil seiner Vorfahren im Jahr 912 eine Güterschenkung zukommen ließ. Die konradinische Hauspolitik bezeugt eine große verkehrspolitische Weitsicht bei der Erschließung ihres Territoriums. Im Abstand von Tagesetappen sicherten die Konradiner ihren Herrschaftsraum durch Stiftsgründungen entlang der Lahn (Limburg, Weilburg, Wetzlar) und auf dem Westerwald (Montabaur). Reichspolitisch erfuhr die Familie mit König Konrad I., dem einzigen konradinischen Herrscher auf dem ostfränkischen Thron, ihren Zenit. Auf dem Sterbebett, so überliefert der Chronist Widukind, habe Konrad staatsmännische Größe gezeigt, als er seinen Bruder bat, die Reichsinsignien seinem erbitterten Gegner, dem Sachsenherzog Heinrich, zu überbringen – das so genannte Weilburger Testament.
Weilburg, über einer großen Lahnschleife gelegen, ursprünglich im Besitz der Konradiner Grafen, hatten die Wormser Bischöfe seit dem 10. Jahrhundert als Reichslehen. Als deren Vögte fungierten seit 1195 die Grafen von Nassau, die 1294, als einer der ihren, nämlich Adolf, deutscher König war, Ort und Burg als Eigentum erwarben. Die Stadt (seit 1295) wurde 1355 Residenz der Grafen (ab 1737 Fürsten) von Nassau-Weilburg und blieb dies bis 1816.
Der erst 19-jährige Graf Philipp III. von Nassau-Weilburg berief im Herbst 1526 den evangelischen Pfarrer Erhard Schnepf nach Weilburg. Seine öffentliche Disputation im Hause des Stiftsdekans am 31. Oktober des gleichen Jahres gilt als Beginn der Reformation in Weilburg.
Aus den territorialen Veränderungen der deutschen Länder zu Beginn des 19. Jahrhunderts ging 1806 das Herzogtum Nassau hervor, dessen Regierung zunächst in gemeinsamer Hand von Herzog Friedrich August von Nassau-Usingen und Fürst Friedrich Wilhelm von Nassau-Weilburg lag. Nach deren beider Tod 1816 ging die alleinige Regentschaft an das nassau-weilburgische Haus über. Das prächtige Weilburger Schloss, das heute den Rahmen für die Weilburger Schlosskonzerte bietet, trat nun hinter das Biebricher Schloss in Wiesbaden zurück. Nassau, das 1866 auf Seiten Österreichs im Deutschen Krieg kämpfte, wurde zur Kriegsbeute und am 1. Oktober 1866 offiziell durch Preußen annektiert. Herzog Adolph ging nach Luxemburg und wurde Großherzog von Luxemburg. Nassau ging zusammen mit der Stadt Frankfurt am Main im neuen Regierungsbezirk Wiesbaden der preußischen Provinz Hessen-Nassau auf.
Nach der Inbesitznahme durch das Königreich Preußen wurde durch preußische Verordnung vom 22. Februar 1867 der Oberlahnkreis mit Weilburg als Sitz gebildet. Er bestand anfänglich aus den ehemals nassauischen Ämtern Runkel, Hadamar und Weilburg.
Bei der Kreisreform von 1886 wurde der Oberlahnkreis neu zugeschnitten:
- Bis auf Niedertiefenbach und Waldernbach wechselten alle Gemeinden des alten Amtes Hadamar in den neuen Kreis Limburg.
- Die Gemeinde Rückershausen wechselte aus dem Oberwesterwaldkreis in den Oberlahnkreis.

Nachdem am 1. April 1950 Audenschmiede nach Weilmünster eingemeindet wurde, umfasste der Oberlahnkreis bis zum Beginn der hessischen Gebietsreform 64 Gemeinden, von denen mit Weilburg und Runkel zwei das Stadtrecht besaßen. Durch zahlreiche Gemeindefusionen in den Jahren 1970 und 1971 verringerte sich die Anzahl der Gemeinden im Oberlahnkreis bis zum Jahr 1974 auf 15.
Durch einen freiwilligen Gebietsänderungsvertrag vereinigte sich der Oberlahnkreis am 1. Juli 1974 nach 107-jährigem Bestehen mit dem 1886 gebildeten Landkreis Limburg zum Landkreis Limburg-Weilburg. Die beiden Landkreise kamen damit einem Zwangszusammenschluss zuvor. Gleichzeitig wechselten die Gemeinden Altenkirchen und Philippstein in den damaligen Landkreis Wetzlar und wurden dort nach Braunfels eingemeindet.
Als erster kreisweiter Verband schloss sich der Kreisfeuerwehrverband Oberlahn mit dem benachbarten Kreisfeuerwehrverband Limburg im neu gebildeten Landkreis zusammen. Die Delegierten der beiden Verbände beschlossen am 20. September 1975 in Obertiefenbach, sich mit sofortiger Wirkung zum Kreisfeuerwehrverband Limburg-Weilburg zu vereinigen.

## Einwohnerentwicklung
Durch die preußische Kreisreform von 1886 wurde der Oberlahnkreis deutlich verkleinert.
| Jahr | Einwohner | Quelle |
| ---- | --------- | ------ |
| 1871 | 57.043    | [ 6 ]  |
|      |           |        |
| 1900 | 39.550    | [ 7 ]  |
| 1910 | 40.856    | [ 7 ]  |
| 1925 | 40.163    | [ 7 ]  |
| 1933 | 41.035    | [ 7 ]  |
| 1939 | 41.843    | [ 7 ]  |
| 1950 | 58.856    | [ 7 ]  |
| 1960 | 56.000    | [ 7 ]  |
| 1970 | 58.800    | [ 8 ]  |
| 1973 | 59.400    | [ 9 ]  |

## Politik

### Landräte
- 1867–1877: Oscar Hahn
- 1877–1888: Karl von Schwerin
- 1889–1893: Ludwig Bindewald
- 1893–1900: Friedrich von der Goltz
- 1898–1900: Hjalmar von Mörner vertretungsweise
- 1901–1921: Adolf Lex (DVP)
- 1921–1931: Hans Jenner
- 1931–1933: Walter Menzel (SPD)
- 1933:–9999 Karl Uerpmann (NSDAP) (April bis November 1945)[10]
- 1933–1939: Karl Lange (NSDAP)
- 1939–1942: Friedrich Grauer (NSDAP)
- 1943–1945: Franz Hermann Woweries (NSDAP)
- 1945–1949: Albert Wagner (SPD)
- 1949–1974: Alfred Schneider (SPD)
- 1974:–9999 Kurt Leuninger (SPD) als staatsbeauftragter Landrat

### Wappen
Das Wappen vereint die historischen Herrschaftswappen im Gebiet des Landkreises.
Beschreibung: Geviert, 1. in Blau mit goldenen (gelben) Schindeln ein goldener Löwe (Nassau), 2. in grün ein grünes durchgehendes Schrägkreuz begleitet von 12 Kreuzchen (Merenberg), 3. in Silber (Weiß) ein rotes, durchgehendes Kreuz (Kurtrier), 4. in silber drei rote Pfähle überdeckt von einem blauen Freiviertel (Runkel)

## Gemeinden
Die folgende Tabelle enthält alle Gemeinden, die dem Oberlahnkreis nach der Kreisreform von 1886 angehörten, sowie die Daten aller Eingemeindungen.
| Gemeinde           | eingemeindet nach             | Datum der Eingemeindung |
| ------------------ | ----------------------------- | ----------------------- |
| Ahausen            | Weilburg                      | 31. Dezember 1970       |
| Allendorf          | Merenberg                     | 31. Dezember 1970       |
| Altenkirchen       | Braunfels (Landkreis Wetzlar) | 1. Juli 1974            |
| Arfurt             | Runkel                        | 31. Dezember 1970       |
| Audenschmiede      | Weilmünster                   | 1. April 1950           |
| Aulenhausen        | Weilmünster                   | 31. Dezember 1970       |
| Aumenau            | Villmar                       | 1. Februar 1971         |
| Barig-Selbenhausen | Merenberg                     | 31. Dezember 1970       |
| Bermbach           | Weilburg                      | 31. Dezember 1970       |
| Blessenbach        | Weinbach                      | 1. Dezember 1970        |
| Dietenhausen       | Weilmünster                   | 31. Dezember 1970       |
| Dillhausen         | Mengerskirchen                | 31. Dezember 1970       |
| Drommershausen     | Weilburg                      | 31. Dezember 1970       |
| Edelsberg          | Weinbach                      | 1. Juli 1974            |
| Elkerhausen        | Weinbach                      | 1. Juli 1974            |
| Ennerich           | Runkel                        | 1. Dezember 1970        |
| Ernsthausen        | Weilmünster                   | 31. Dezember 1970       |
| Eschenau           | Runkel                        | 31. Dezember 1970       |
| Essershausen       | Weilmünster                   | 31. Dezember 1971       |
| Falkenbach         | Villmar                       | 31. Dezember 1970       |
| Freienfels         | Weinbach                      | 1. Dezember 1970        |
| Gaudernbach        | Weilburg                      | 31. Dezember 1970       |
| Gräveneck          | Weinbach                      | 1. Dezember 1970        |
| Hasselbach         | Weilburg                      | 31. Dezember 1970       |
| Heckholzhausen     | Beselich                      | 31. Dezember 1970       |
| Hirschhausen       | Weilburg                      | 31. Dezember 1970       |
| Hofen              | Runkel                        | 31. Dezember 1970       |
| Kirschhofen        | Weilburg                      | 31. Dezember 1970       |
| Kubach             | Weilburg                      | 1. Juli 1974            |
| Laimbach           | Weilmünster                   | 31. Dezember 1970       |
| Langenbach         | Weilmünster                   | 31. Dezember 1970       |
| Langhecke          | Villmar                       | 31. Dezember 1970       |
| Laubuseschbach     | Weilmünster                   | 31. Dezember 1970       |
| Löhnberg           |                               |                         |
| Lützendorf         | Weilmünster                   | 31. Dezember 1970       |
| Mengerskirchen     |                               |                         |
| Merenberg          |                               |                         |
| Möttau             | Weilmünster                   | 31. Dezember 1970       |
| Münster            | Selters                       | 1. Juli 1974            |
| Niedershausen      | Löhnberg                      | 31. Dezember 1970       |
| Niedertiefenbach   | Beselich                      | 31. Dezember 1970       |
| Obershausen        | Löhnberg                      | 31. Dezember 1970       |
| Obertiefenbach     | Beselich                      | 31. Dezember 1970       |
| Odersbach          | Weilburg                      | 31. Dezember 1970       |
| Philippstein       | Braunfels (Landkreis Wetzlar) | 1. Juli 1974            |
| Probbach           | Mengerskirchen                | 31. Dezember 1970       |
| Reichenborn        | Merenberg                     | 31. Dezember 1970       |
| Rohnstadt          | Weilmünster                   | 31. Dezember 1970       |
| Rückershausen      | Merenberg                     | 31. Dezember 1970       |
| Runkel, Stadt      |                               |                         |
| Schadeck           | Runkel                        | 1. Dezember 1970        |
| Schupbach          | Beselich                      | 31. Dezember 1970       |
| Seelbach           | Villmar                       | 31. Dezember 1970       |
| Selters            | Löhnberg                      | 1. Juli 1974            |
| Steeden            | Runkel                        | 1. Dezember 1970        |
| Villmar            |                               |                         |
| Waldernbach        | Mengerskirchen                | 31. Dezember 1970       |
| Waldhausen         | Weilburg                      | 31. Dezember 1970       |
| Weilburg, Stadt    |                               |                         |
| Weilmünster        |                               |                         |
| Weinbach           |                               |                         |
| Weyer              | Villmar                       | 31. Dezember 1971       |
| Winkels            | Mengerskirchen                | 31. Dezember 1970       |
| Wirbelau           | Runkel                        | 31. Dezember 1970       |
| Wolfenhausen       | Weilmünster                   | 31. Dezember 1970       |

Zwischen 1867 und 1886 gehörten dem Oberlahnkreis außerdem noch vor ihrer Eingliederung in den Landkreis Limburg die Stadt Hadamar sowie die Gemeinden Ahlbach, Dorchheim, Dorndorf, Ellar, Elz, Faulbach, Frickhofen, Fussingen, Hangenmeilingen, Hausen, Heuchelheim, Hintermeilingen, Lahr, Langendernbach, Malmeneich, Mühlbach, Niederhadamar, Niederweyer, Niederzeuzheim, Oberweyer, Oberzeuzheim, Offheim, Steinbach, Thalheim, Waldmannshausen und Wilsenroth an.
Vom 1. Oktober 1932 bis zum 1. Oktober 1933 gehörten dem Oberlahnkreis vorübergehend mit Emmershausen, Gemünden, Heinzenberg, Mönstadt und Winden fünf Gemeinden des in dieser Zeit aufgelösten Landkreises Usingen an.

## Sehenswürdigkeiten

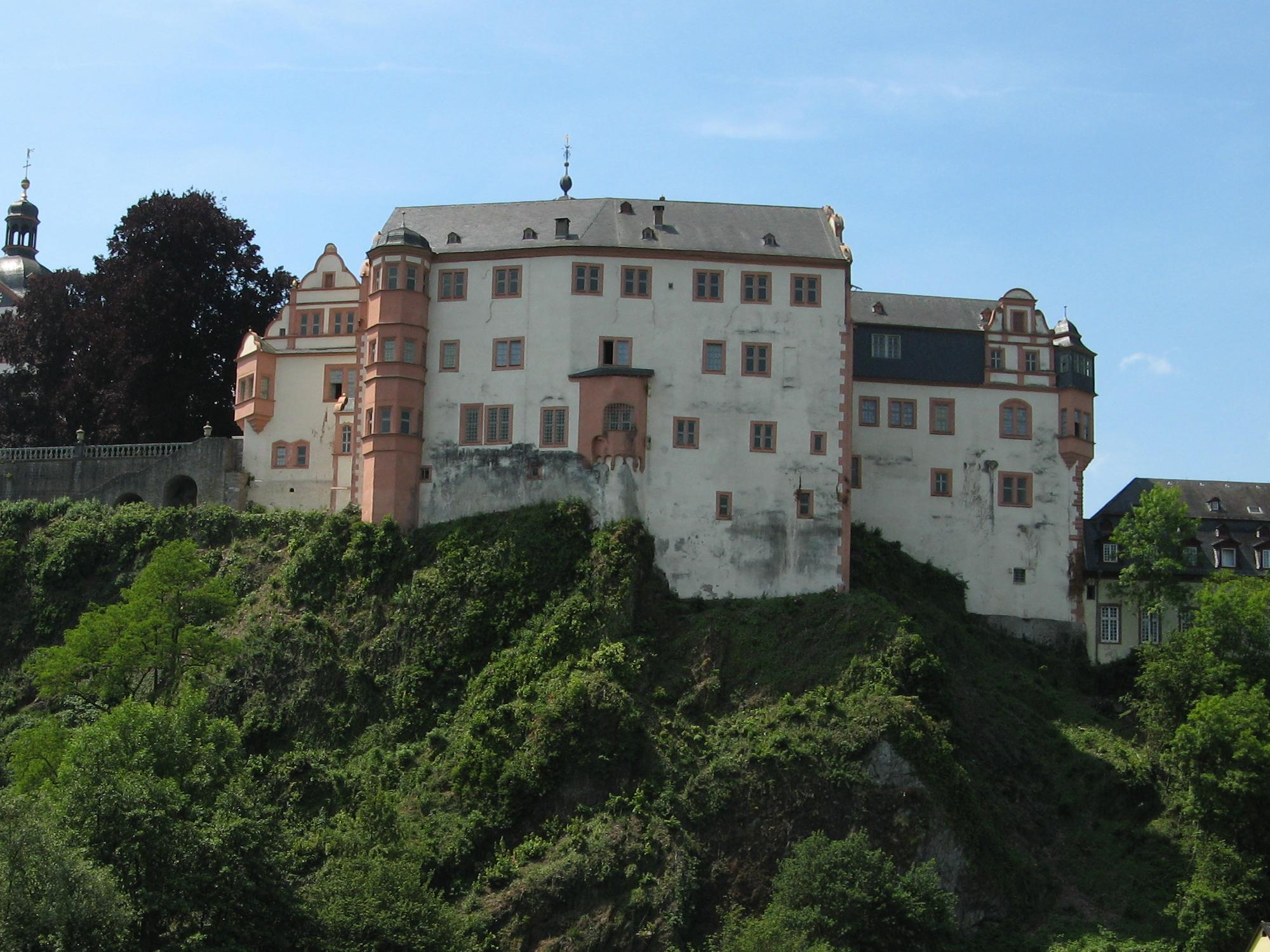
Das Weilburger Schloss

- Die Lahn fließt mitten durch das Gebiet des Oberlahnkreises
- Der Westerwald im nördlichen Teil des Landkreises
- Der Taunus im südlichen Teil des Landkreises
- Residenz-Stadt Weilburg mit Schloss Weilburg (erbaut 1590) und Schlossanlage (erbaut 1823)
- Weilburger Schifffahrtstunnel (erbaut 1847), Kubacher Kristallhöhle (entdeckt 1974)
- Klosterruine (Klostergründung 1163), Wallfahrtskapelle (erbaut 1767) in Obertiefenbach
- Frühmittelalterliche Burg Runkel (erbaut 778 nach Legende) in Runkel
- Schlossruine der Laneburg (erbaut 1324) in Löhnberg
- Schloss (erbaut 1320) in Mengerskirchen
- Burgruine Merenberg (Ersterwähnung 1129)
- Marmorbrücke über die Lahn (erbaut 1895) in Villmar
- Kirbergturm (erbaut um 1600) in Weilmünster
- Burgruine Freienfels (erbaut um 1300) in Freienfels

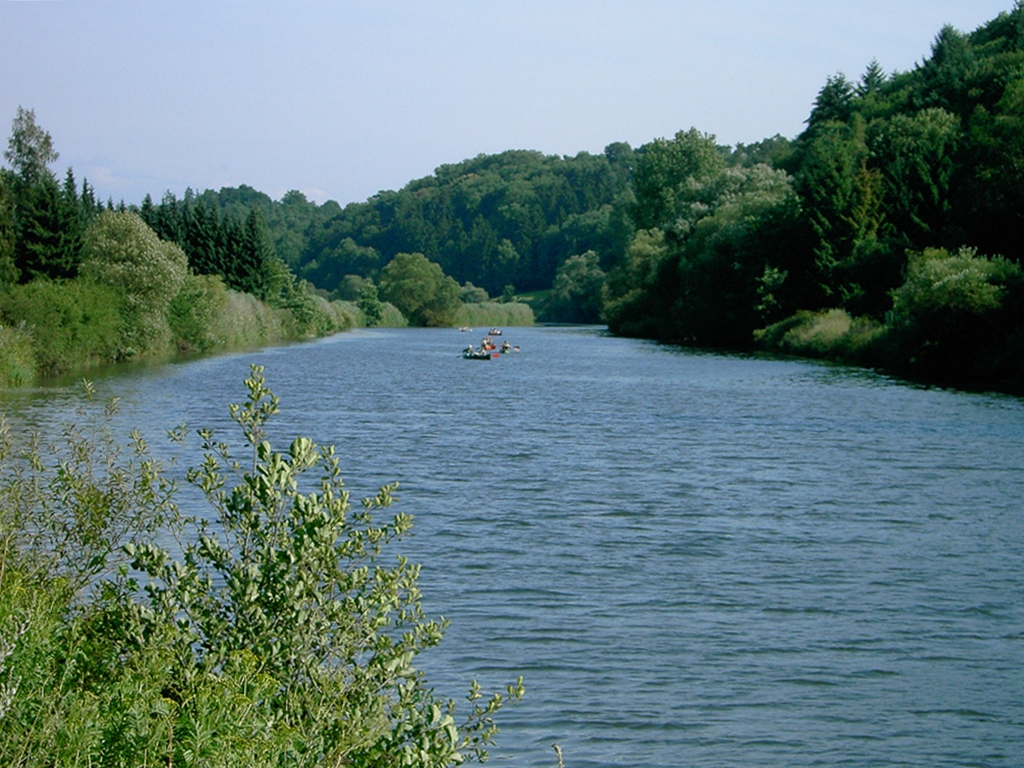
Die Lahn im Landkreis
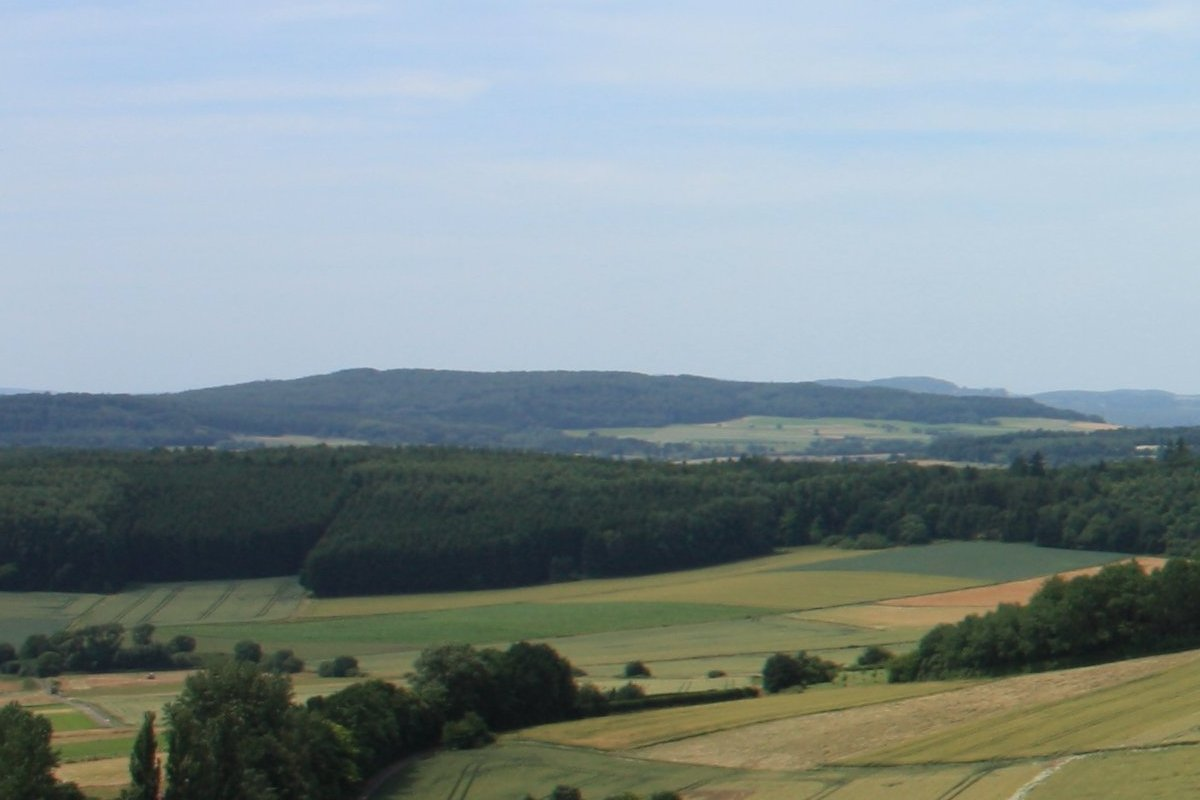
Der Westerwald im Landkreis
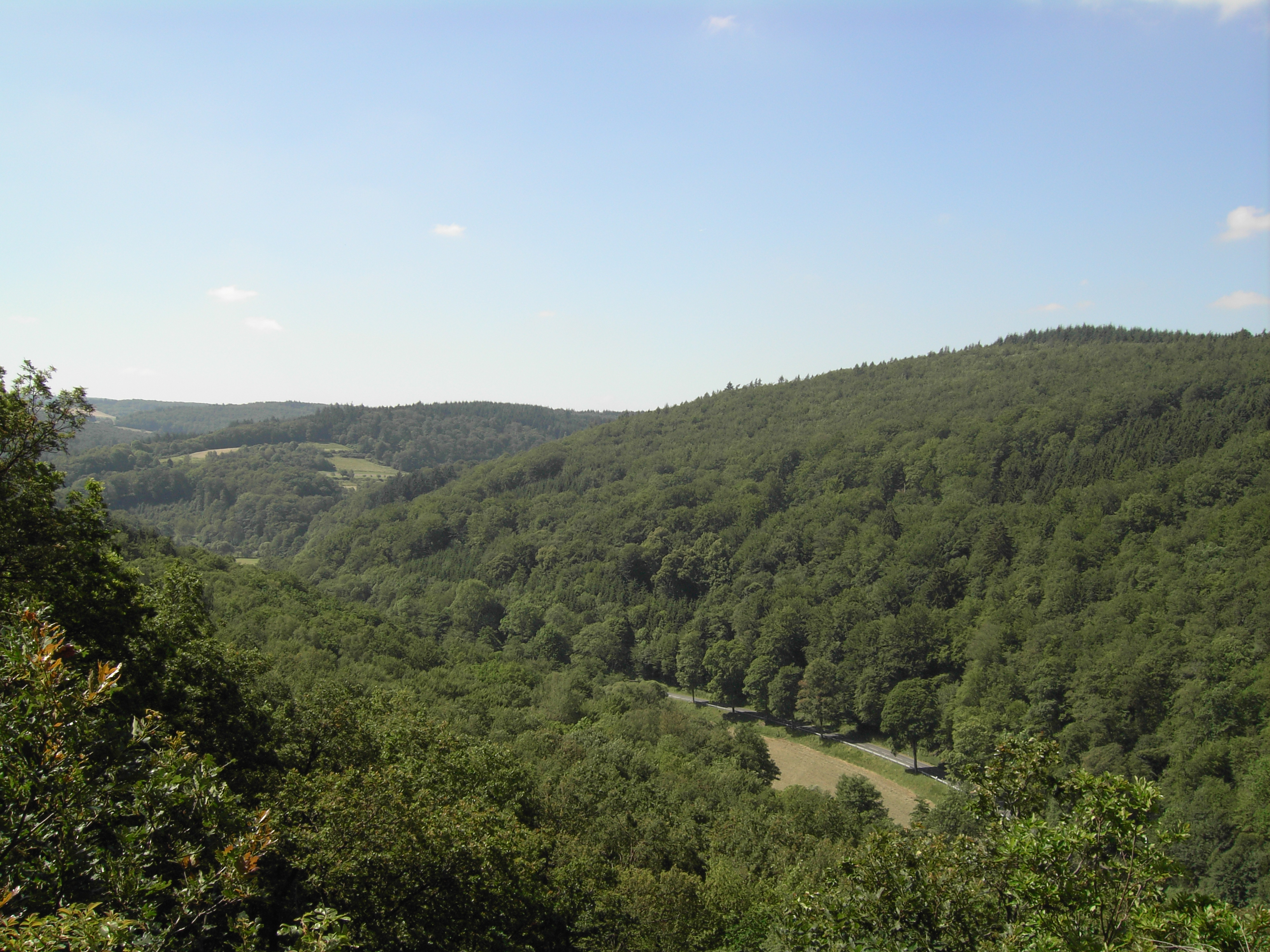
Der Taunus im Landkreis
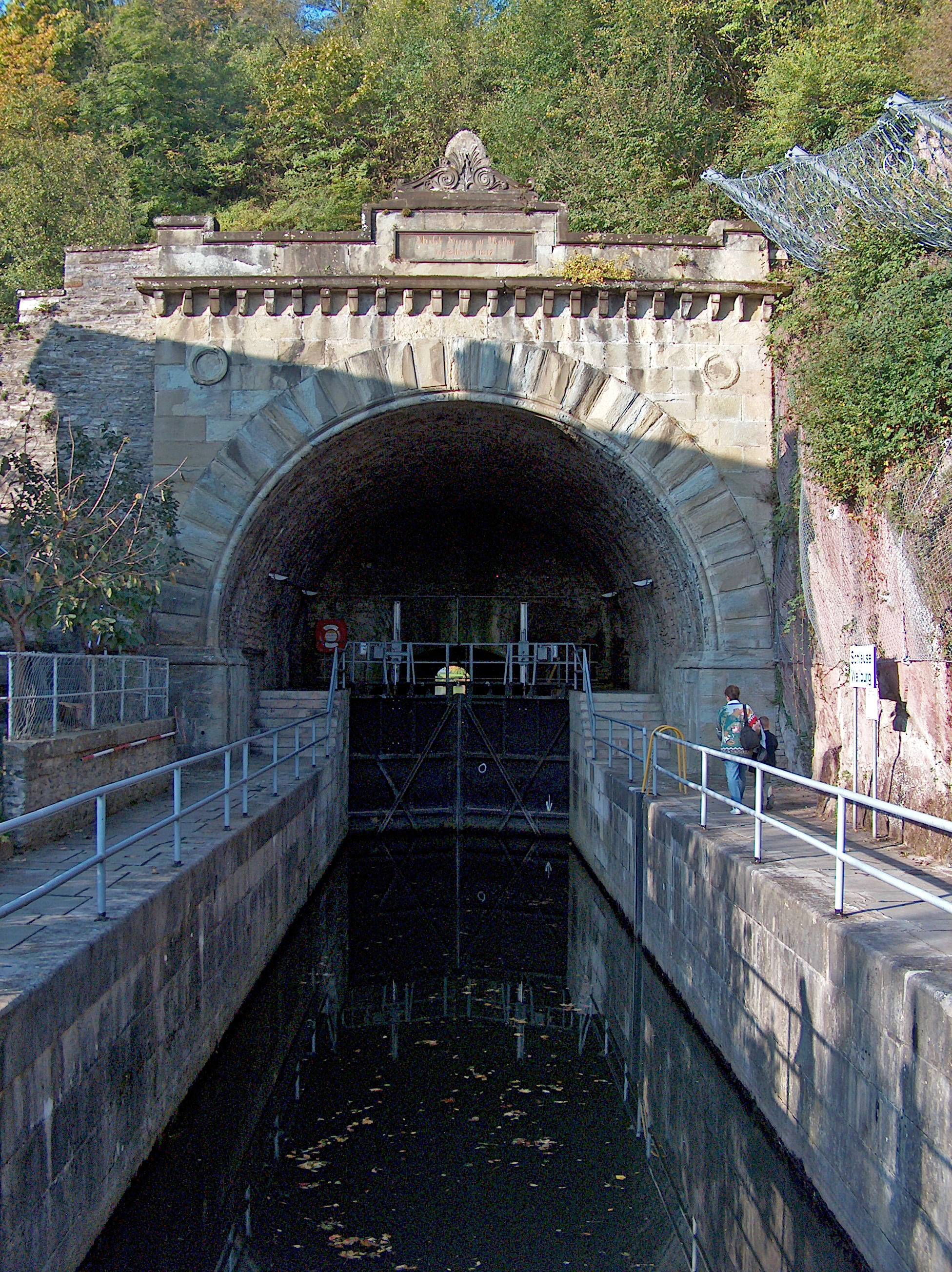
Ältester und längster deutscher Schifffahrts-tunnel in Weilburg
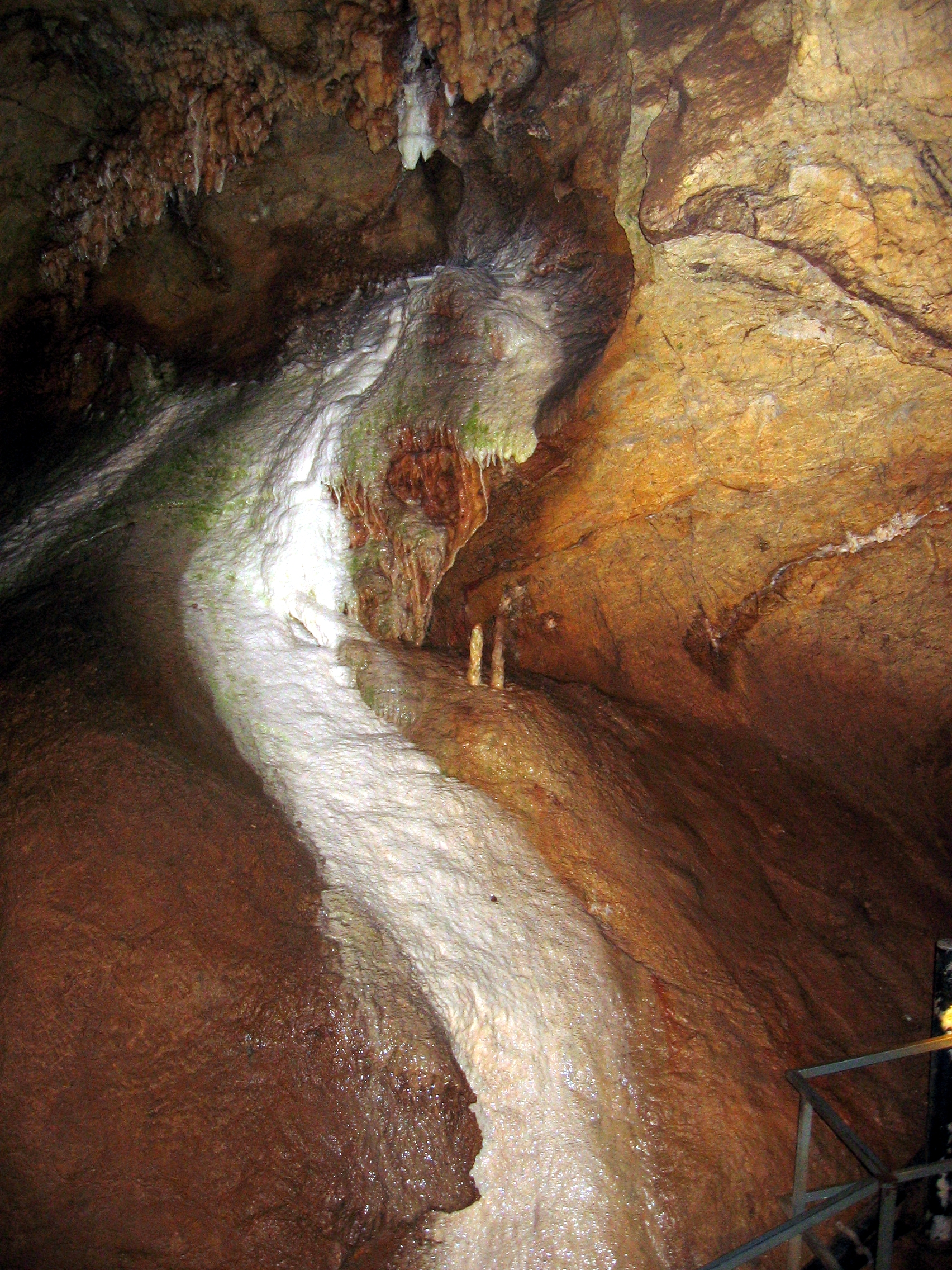
Kubacher Kristallhöhle in Weilburg
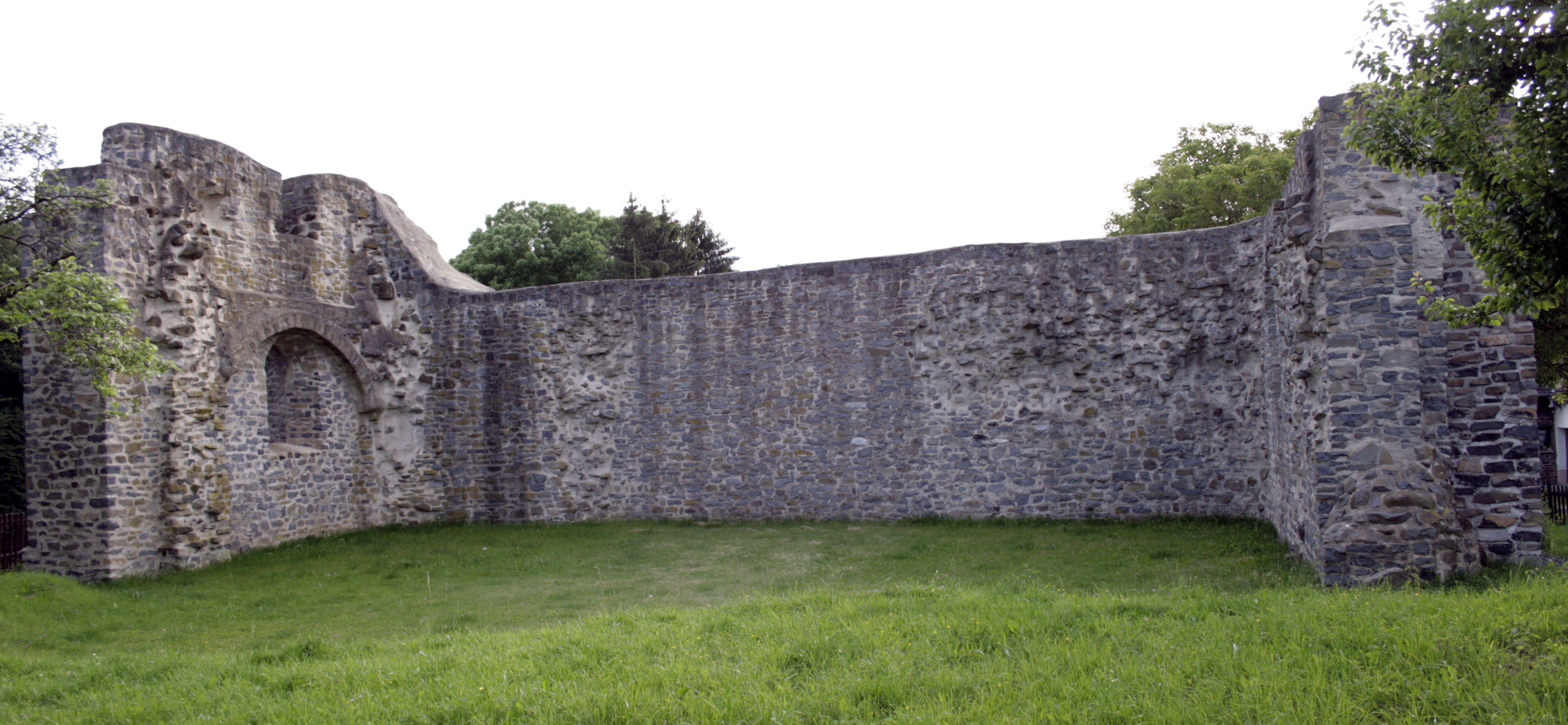
Klosterruine Beselich bei Obertiefenbach
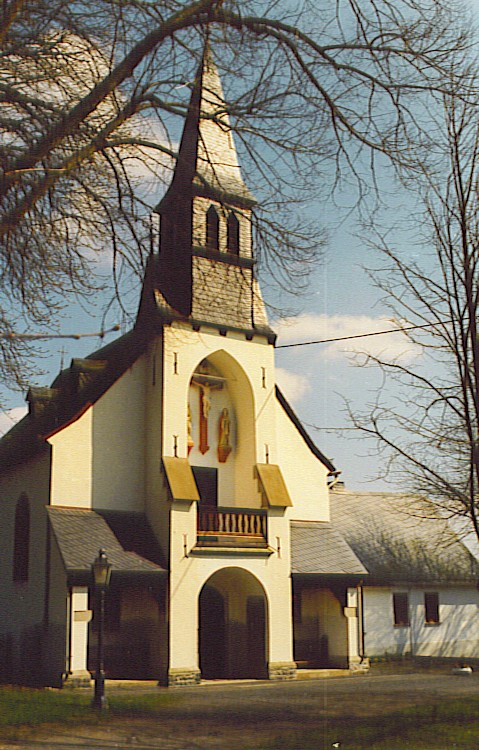
Kath. Wallfahrtskapelle Maria Hilf zu Beselich bei Obertiefenbach
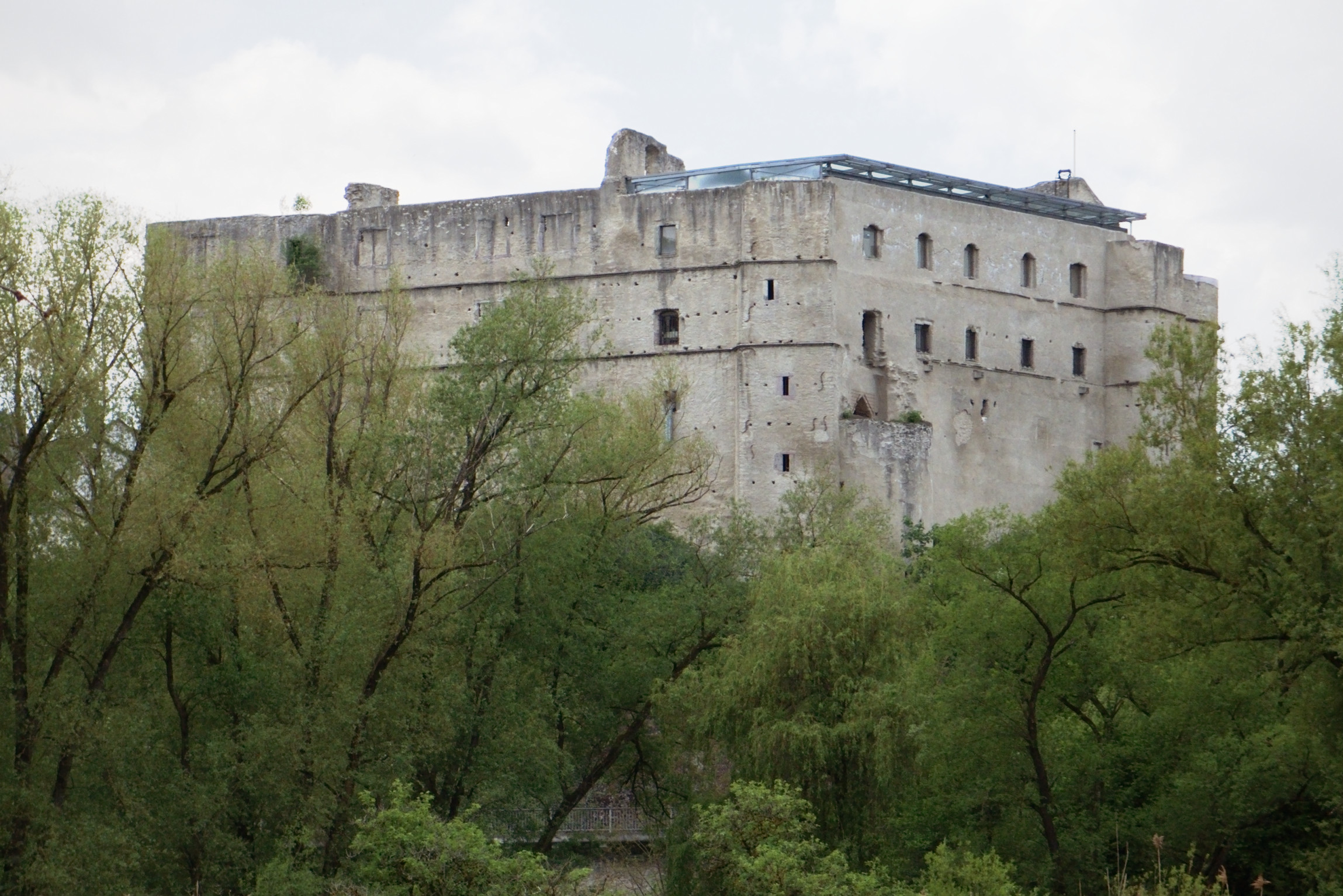
Laneburg in Löhnberg
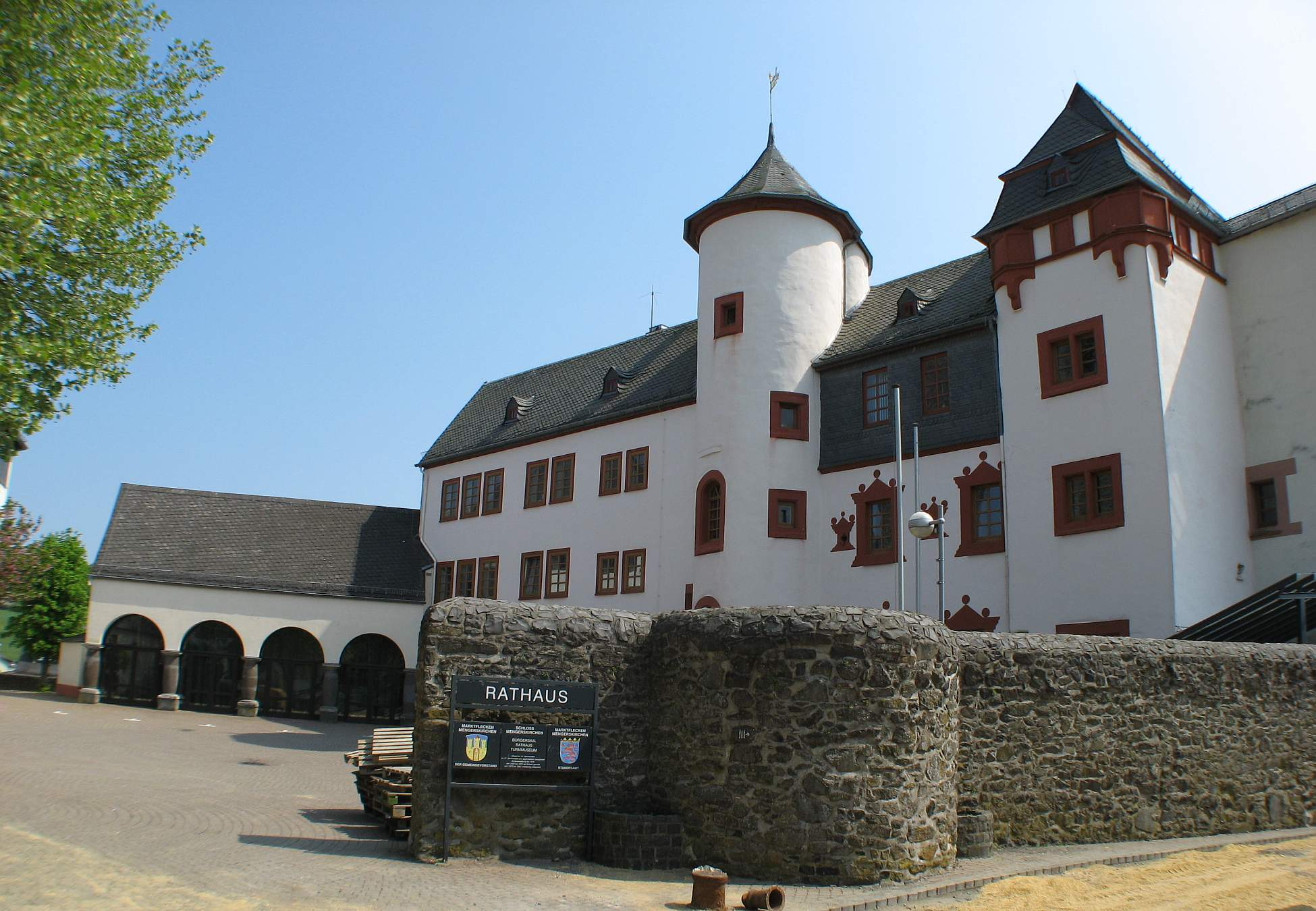
Schloss Mengerskirchen, jetzt Rathaus
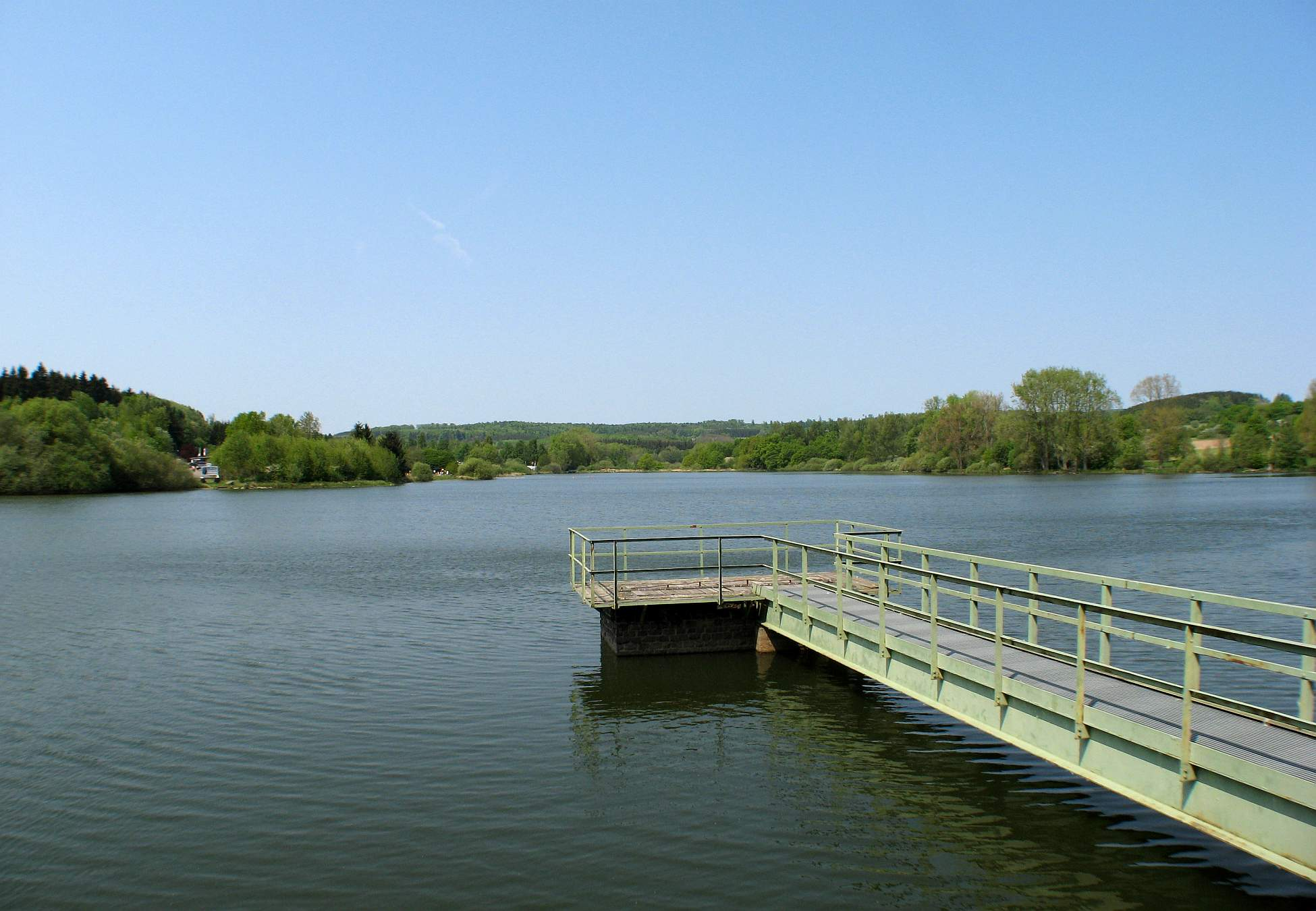
Seeweiher Mengerskirchen
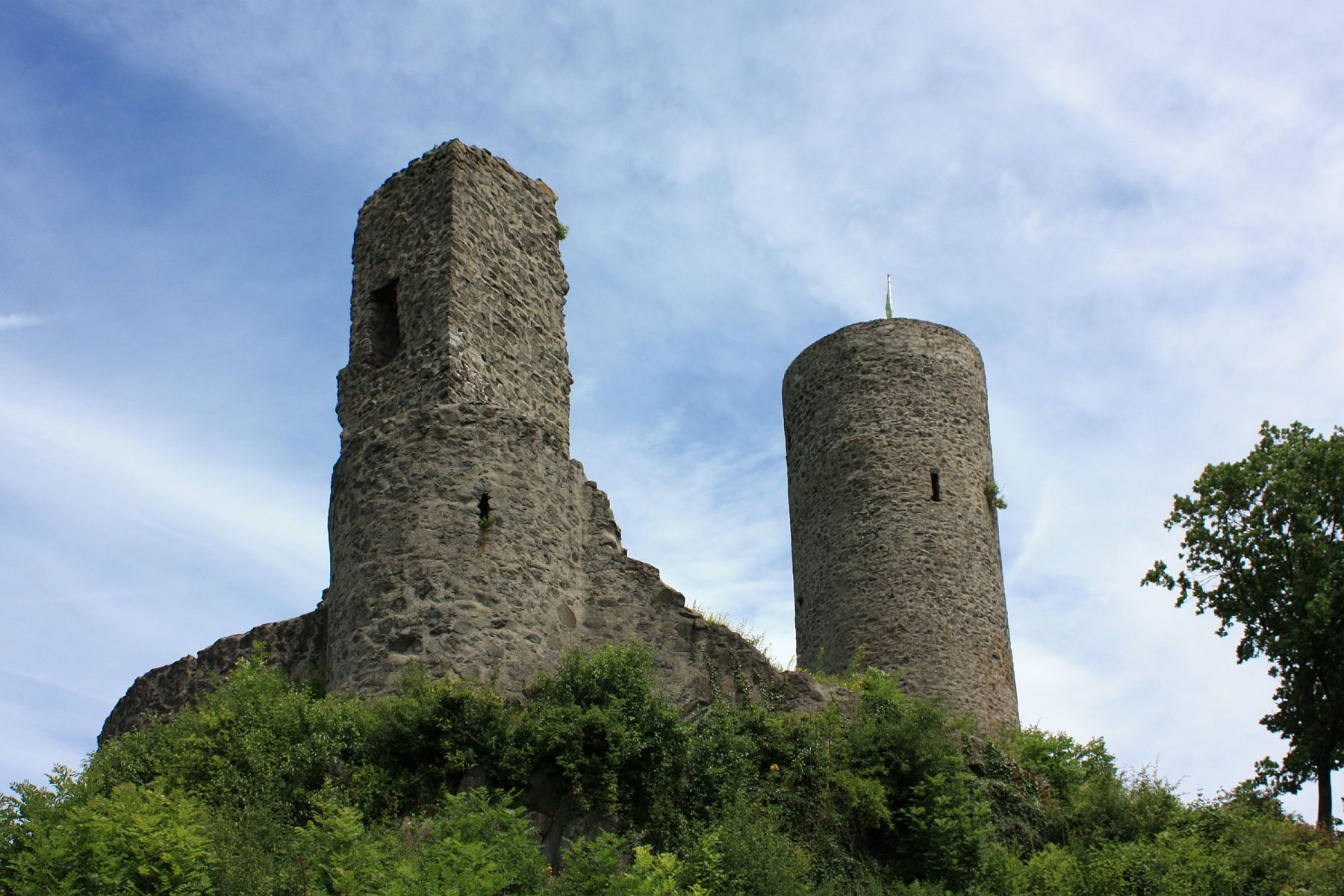
Burgruine Merenberg
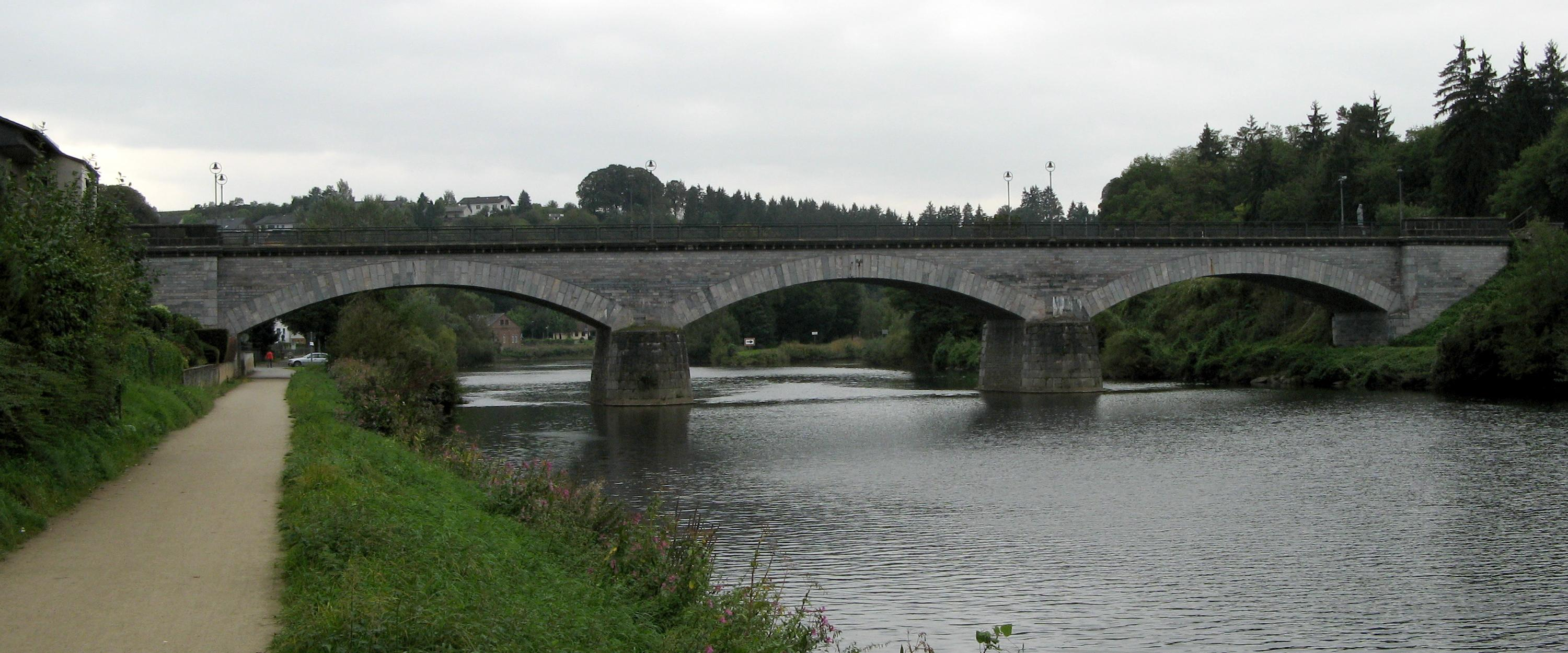
Marmorbrücke über die Lahn in Villmar
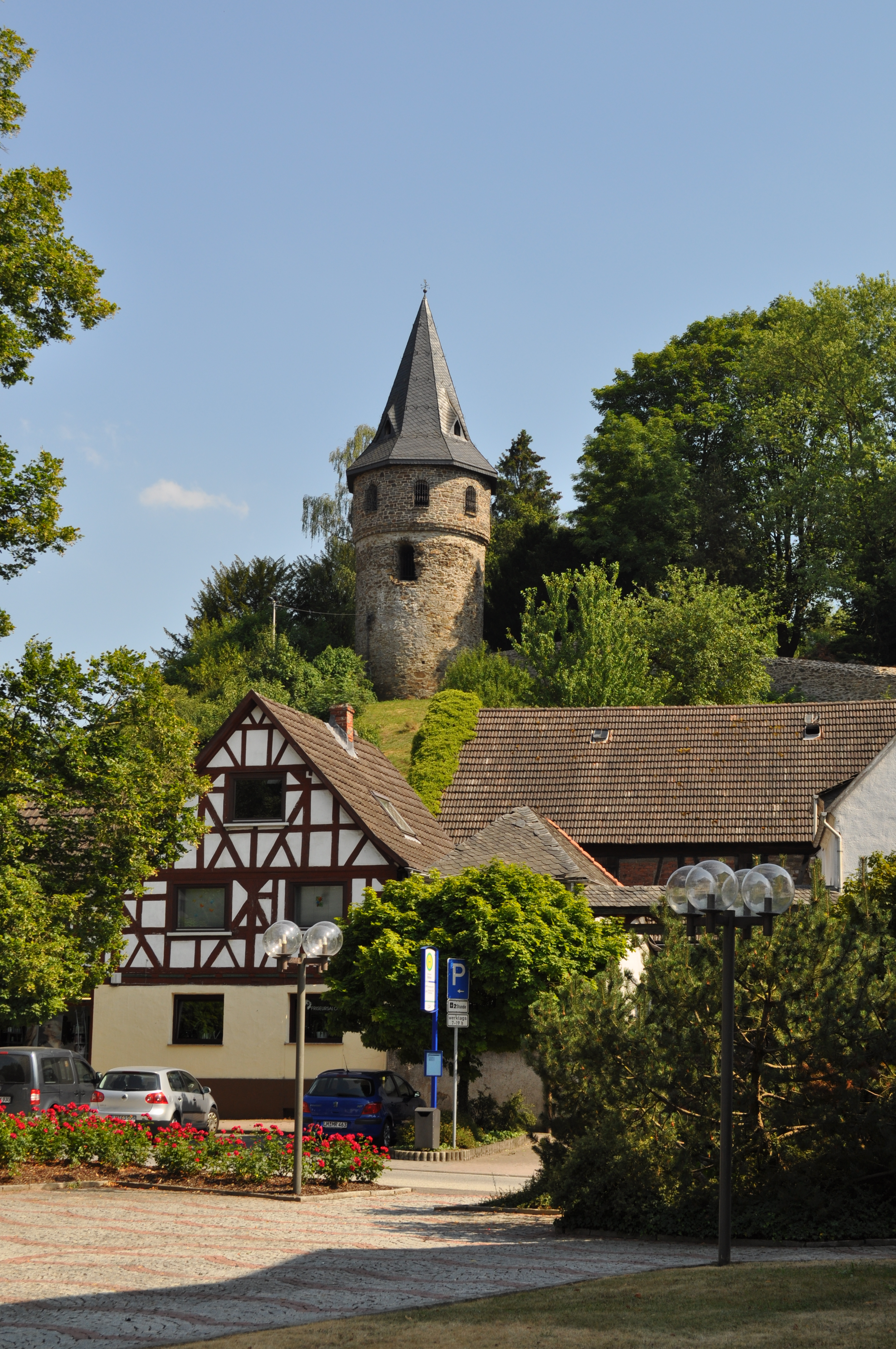
Kirbergturm in Weilmünster
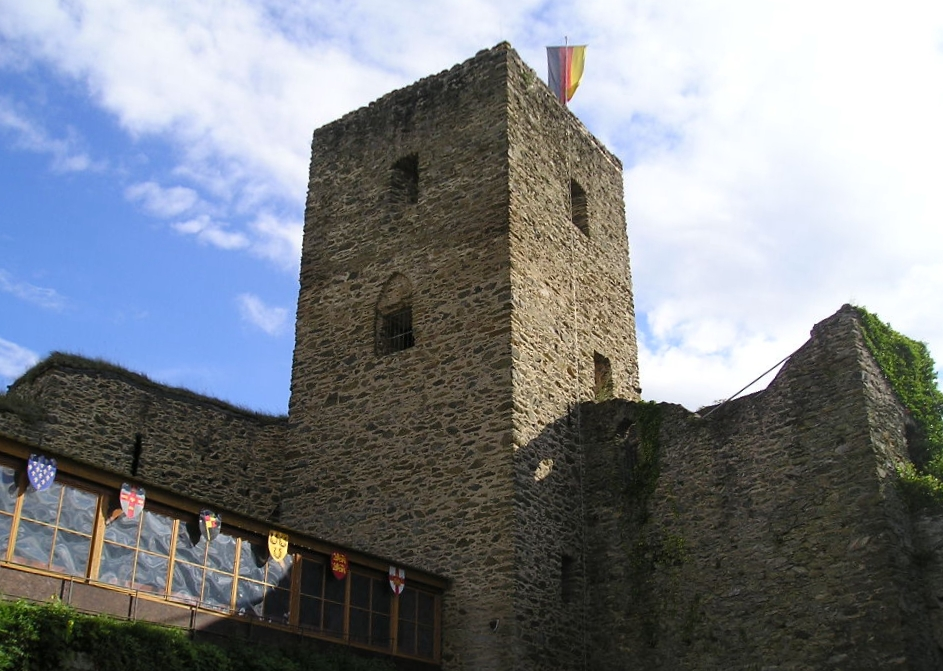
Burgruine Freienfels in Freienfels

## Kfz-Kennzeichen
Am 1. Juli 1956 wurde dem Landkreis bei der Einführung der bis heute gültigen Kfz-Kennzeichen das Unterscheidungszeichen WEL zugewiesen. Es leitete sich von der Kreisstadt Weilburg ab und wurde bis zum 30. Juni 1974 ausgegeben. Seit dem 2. Januar 2013 ist es im Landkreis Limburg-Weilburg wieder erhältlich.